# 地震計

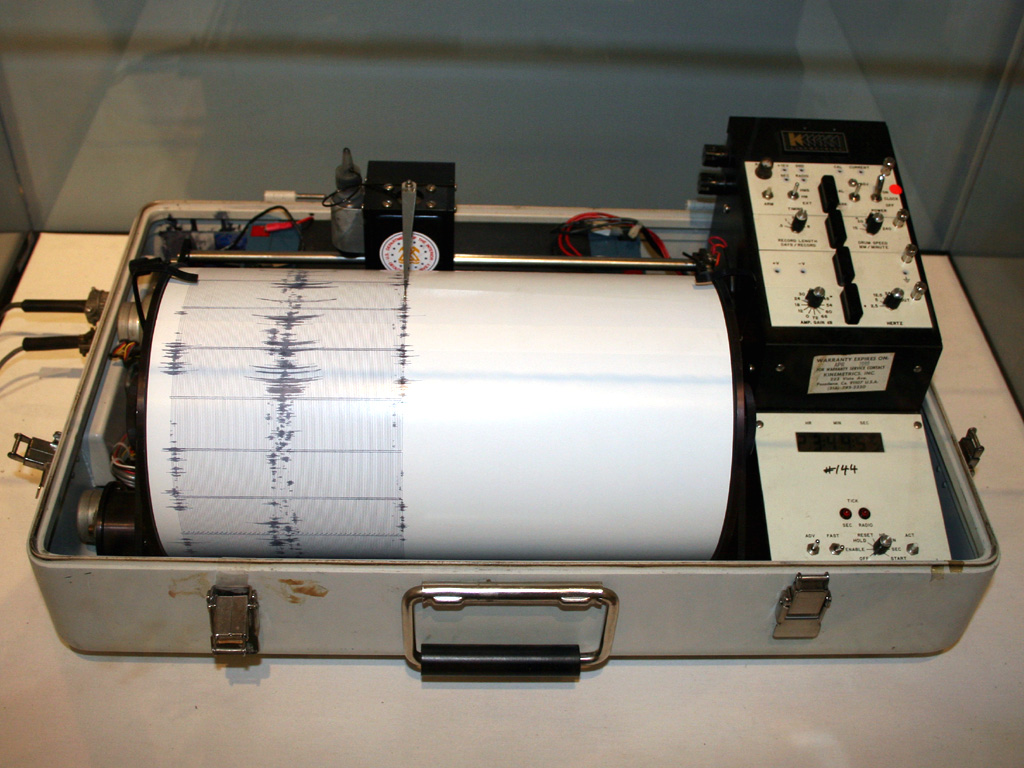
機械式地震計

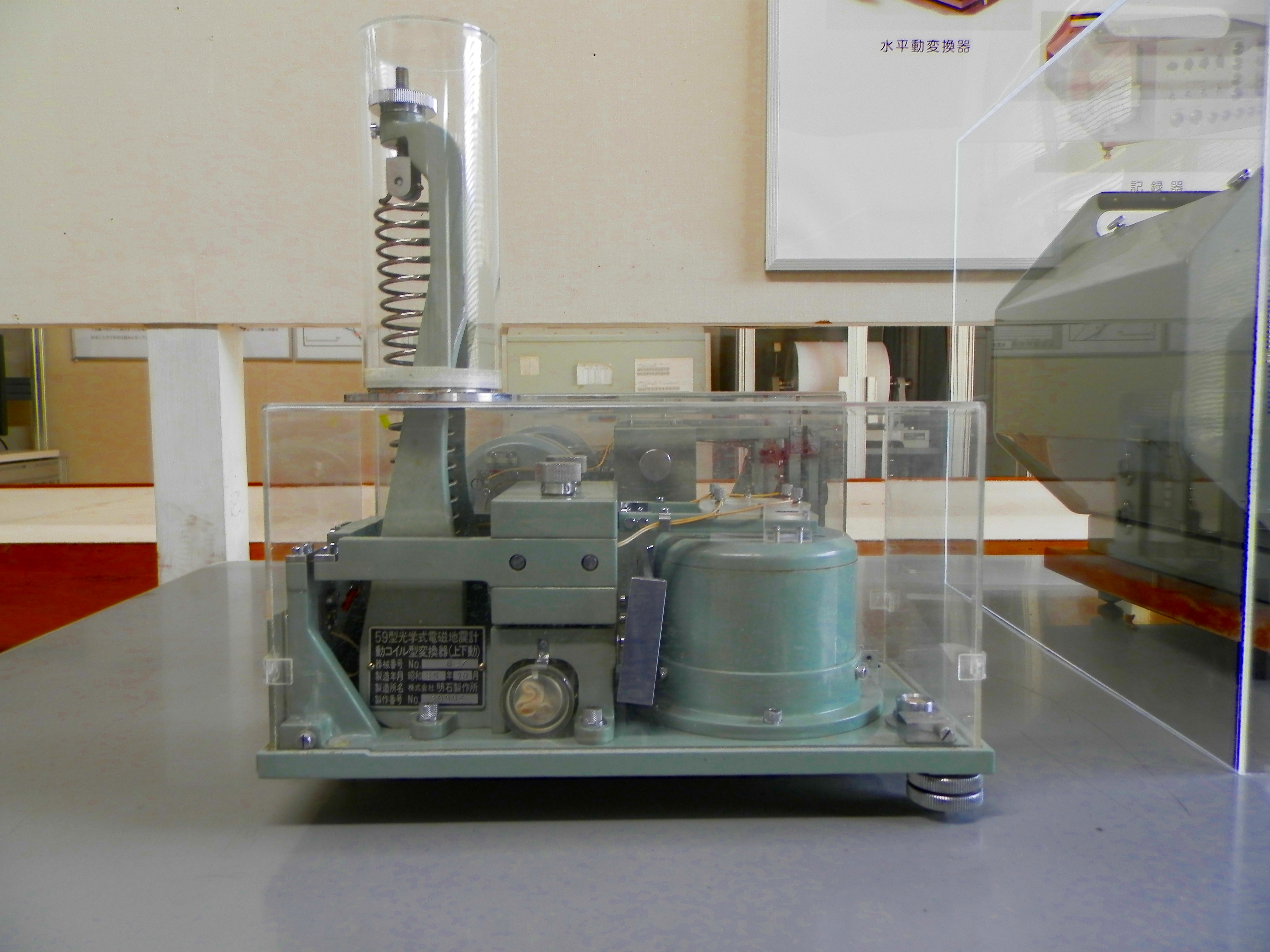
気象庁59式光学電磁地震計、1990年代半ばまで気象庁の主力機として使用された

地震計（じしんけい）は、地震の際の揺れを計測する機器である。

## 概要
地震計は地震により発生した地震動（地面の動き）を計測し、記録する機器である。震度計（正確には「計測震度計」）は、地震計の一種であるが、計測された地震動から計測震度を算出する機能をもつため、特に震度計と別称されている。
地震計は、地震動を計測するセンサー及びそれらを記録する計測システムによって構成される。
地震計は3次元空間のXYZの3成分のセンサーを備え、それらを直交する南北・東西・上下の各方向にそろえて設置することで、地面の三次元的な動きを把握できるように設置することが一般的である。しかしながら、観測目的によっては1つまたは2つの成分のみ計測することや、南北や東西とは異なる方位（たとえば、建築構造物に平行な向きなど）にセンサーを配置することもある。
地震計は目的に応じて多様な種類があり、古くは始皇帝の時代に既に存在した地震の揺れにより竜が咥えた鉄球が落下する簡単な仕組みのものから、地球の裏側で発生した地震の人間には感じないようなわずかな揺れを検知できるもの、震度階級最大の激震が生じても記録できるものまで様々である。
気象庁では各地に設置された地震計の情報を集積し、発震時刻と震源地を決定し、マグニチュードを算出する。これに合わせて、津波の発生の予測を行う。また、震度計の情報もリアルタイムで収集し震度情報として発表する。

## 歴史

### 初期の地震計
一般に世界初の地震計として紹介されるのは中国の後漢時代の張衡による地震計である。これは龍を象った口に球体が不安定に置かれており、一定の大きさの揺れがあると下にある蛙を象った口に落ちるというものである。
その後の地震計の歴史はかなり間があき、18世紀初頭のフランスで考え出された地震計にまで下る。これは溝を付けた皿に水銀を満たして、揺れによって溢れ出た水銀の量で地震の有無と大きさを推定しようとするものである。
初期の地震計は地震の揺れを時々刻々と記録するものではなく、単に一定規模以上の揺れが発生したかどうかを知るための道具であった。

### 実用的な地震計
近代的な地震計は日本で発明された。東京大学理学部に招聘されたジェームズ・アルフレッド・ユーイング（James Alfred Ewing, 1855–1935）は、ジョン・ミルンらとともに1880年に水平振り子を用いた水平動2成分の円盤記録式地震計を製作し実用的な地震計を完成させた。1893年に日本の地震計がシカゴ万国博覧会 (1893年)に出品され、その先進性が高く評価された。地震器械の発明はユーイングとミルン、地震雛形の発明は関谷清景、良工（製造）は屋井琢によるものだった。屋井（1919年没）は浅草の「教育品製造合資会社」社員。電源には屋井先蔵考案の乾電池が使用された。

## 地震計の原理
地震計の基本的な動作原理は地震計の中に入っている錘（おもり）を不動点と仮定し、地表面の揺れを相対変位として測定する。これを極論すると地球の自転に合わせて移動する宙に浮いた状態の錘があり、錘の位置に対して地上の事物がどのくらいズレたかを測定することを意味する。
地震計の構造は単振り子によって説明される。ただし振り子の長さが数センチ程度の単純な単振り子は周期が短く、ごく短周期の地震動しか捉えることが出来ない。そこで様々な方法で周期延ばしが行われている。単純な方法としては、振り子を水平に近づけるというものがある。
また地震動を検知したあとは速やかに揺れを減衰させる必要がある。そのため、適切な減衰定数となるように設計される。また微小な地震動を検知するために、倍率を上げる工夫もなされている。
水平方向の揺れに対しては同じ仕組みの地震計を南北と東西方向に配置して検知する。上下動の揺れは錘をばねで吊り、ばねの伸び縮みを利用して検知する。

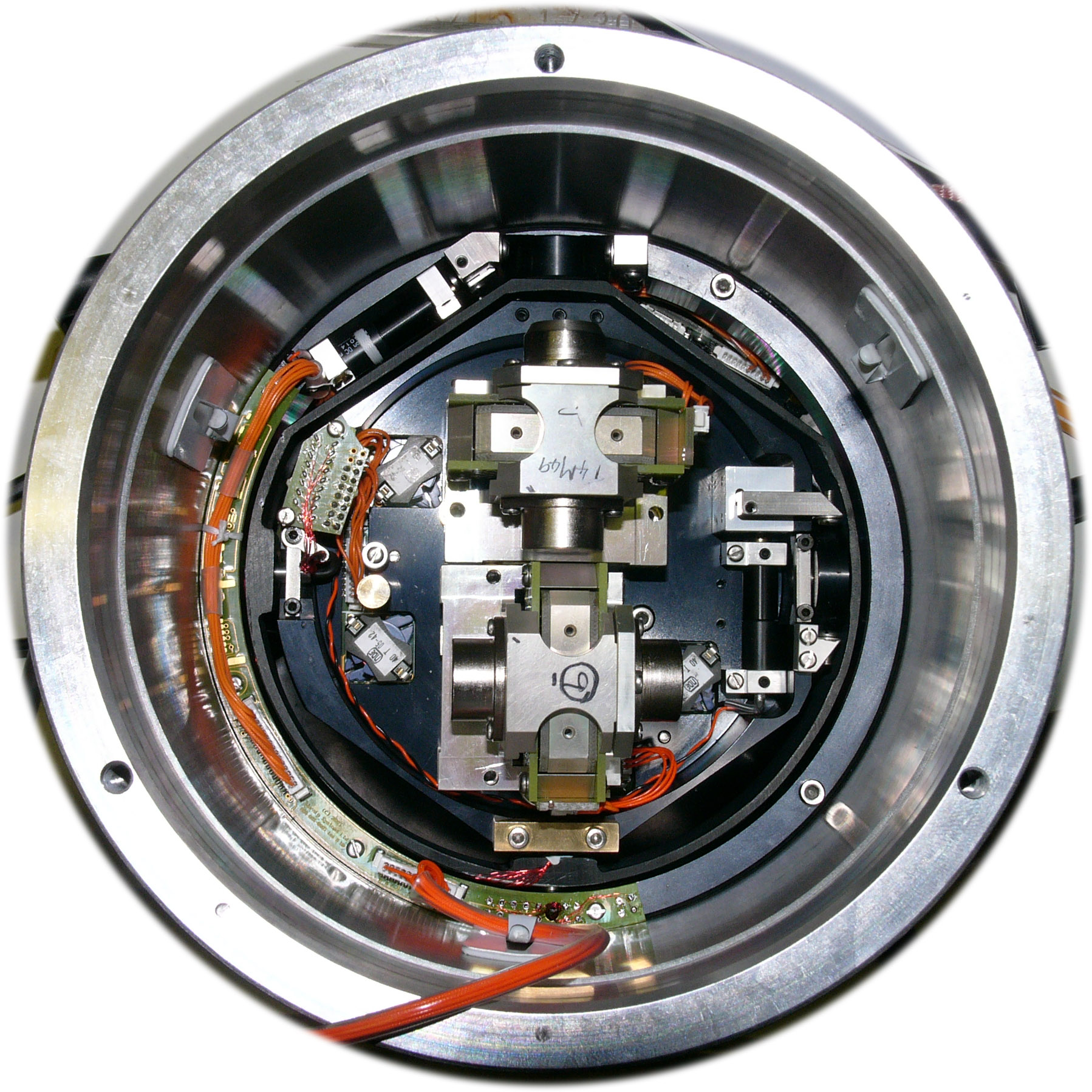
3成分を同時に測定できる地震計の内部。この地震計のように、外形は円筒形のものが多い。
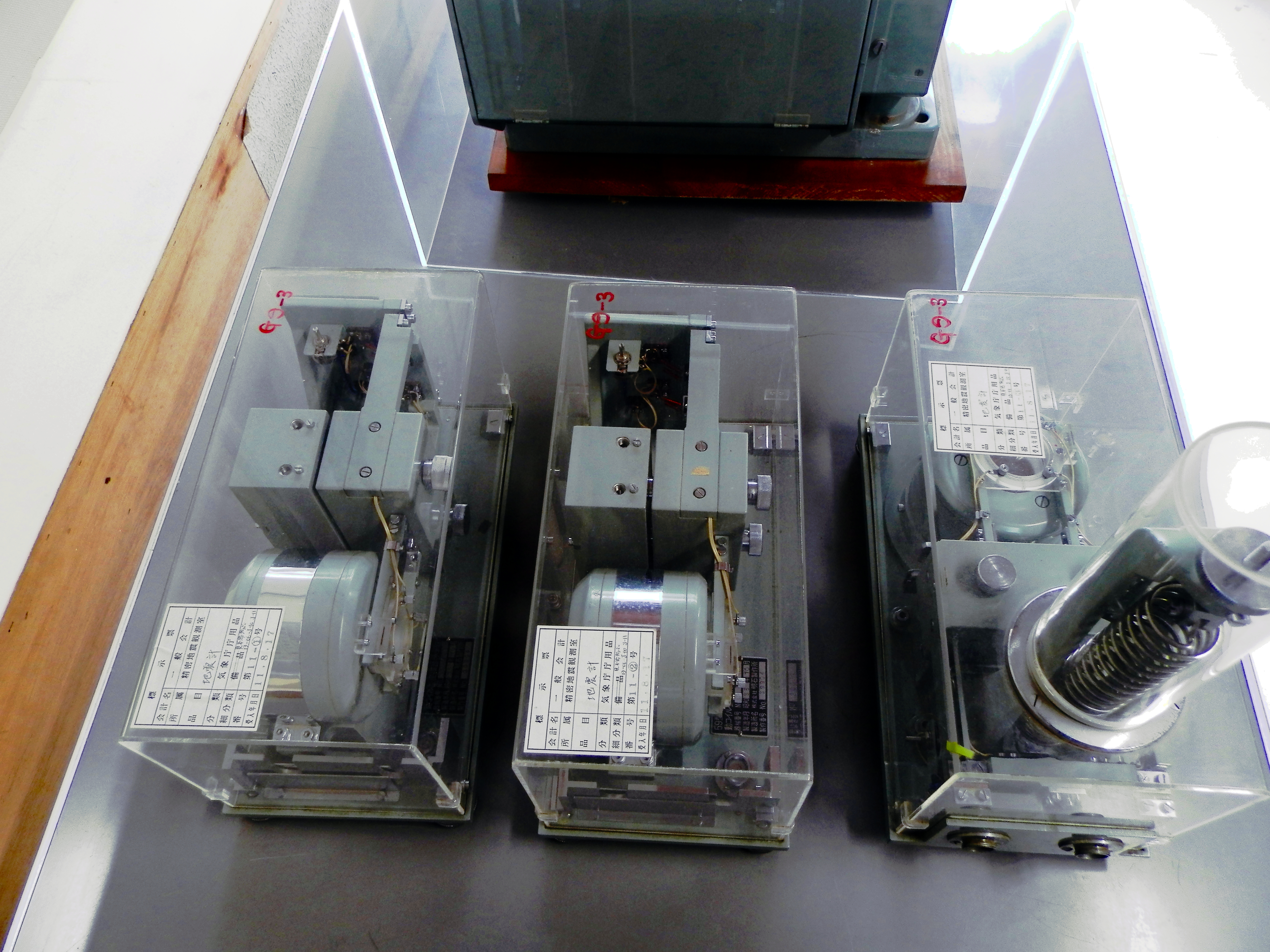
古いタイプの地震計では、3成分が別々の筐体に入れられ組み合わせて使用される。

## 地震計の種類

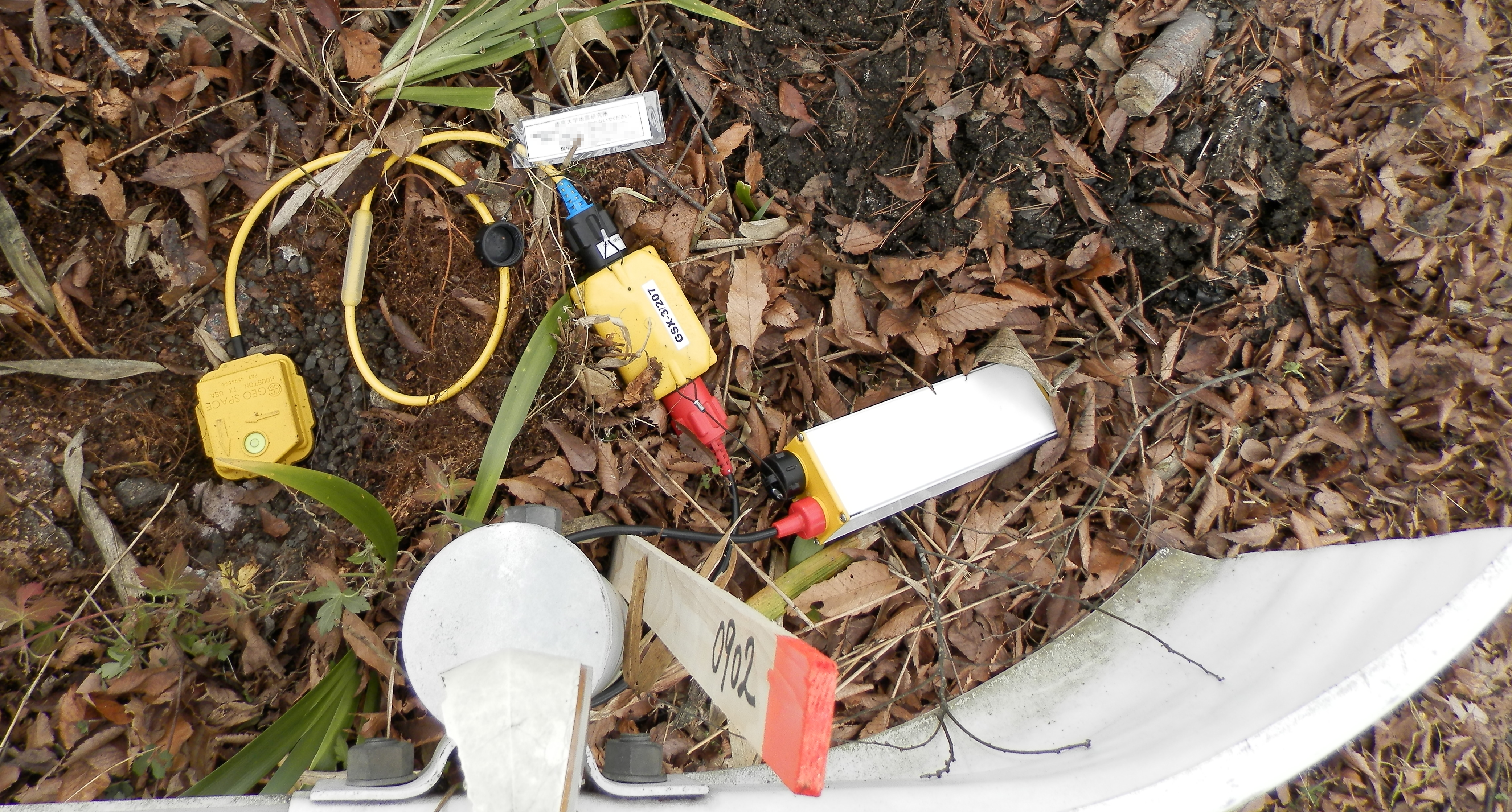
臨時地震観測に用いられるオフライン型地震計の一例

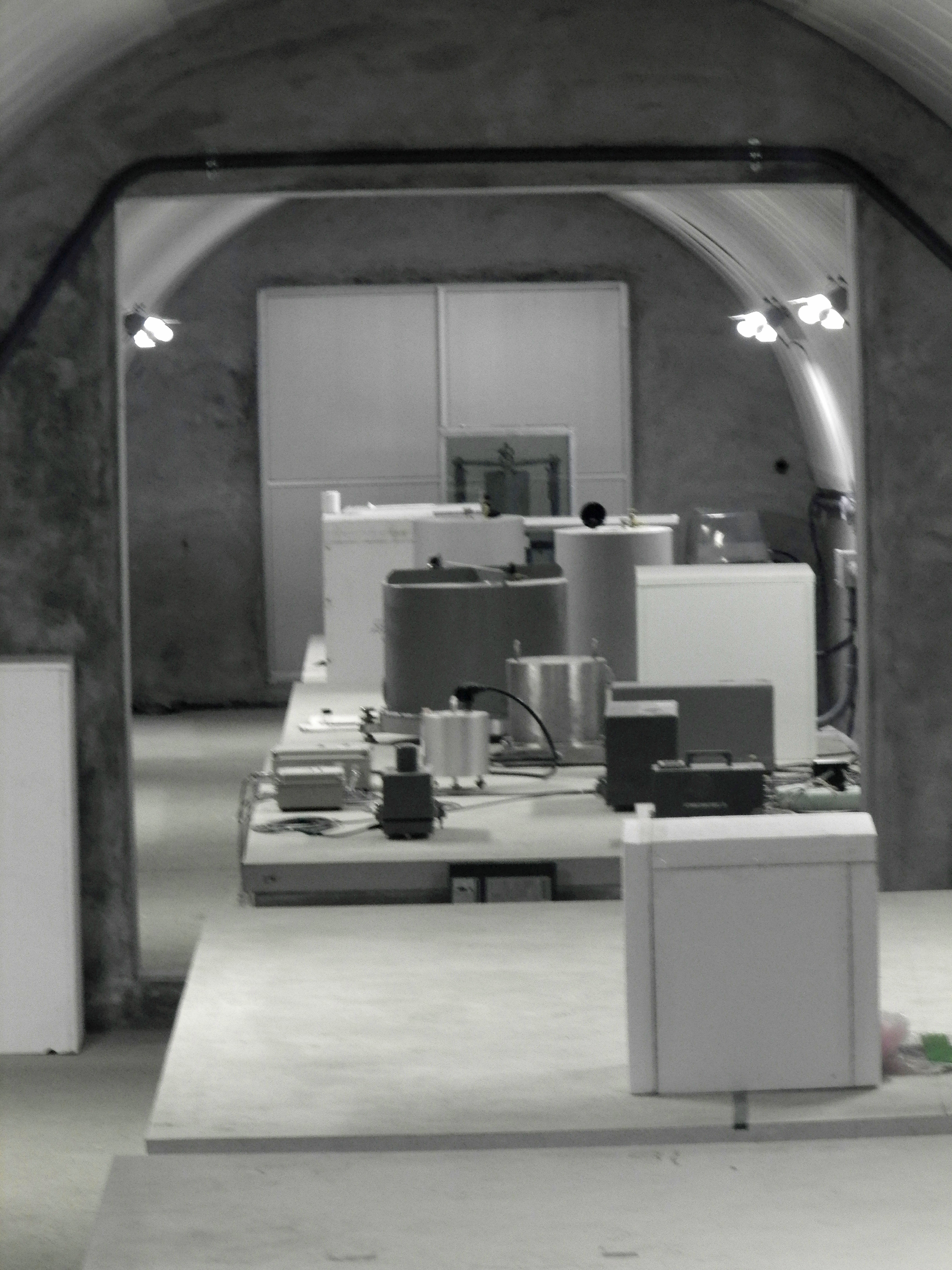
気象庁松代地震観測所大坑道に設置されている地震計(STS-1,STS-2,etc)

地震の揺れは振幅がマイクロメートルレベルのものから長周期大振幅によるものまで様々である。例えば人間が気付かない微小地震では振幅は数nm（ナノメートル）で振動数は数十Hzであり、地割れが起きるような巨大地震では振幅は数m、周期は数十秒から300秒を越える程度にもになる。
地震計は目的や用途に応じて次の種類が存在する。たとえば、地震発生直後に行われる臨時地震観測では機動性に富んだオフライン型のデータロガー付きの地震計を併用し緻密な観測網を短期間に構築し数ヶ月余震観測が行われる。

### 感度・測定周波数帯域による分類

#### 高感度地震計
高感度地震計は微小地震による振幅の検出を行なう。無感地震等の微小地震は世界各地で数多く起きておりこれらの情報を蓄積することで地殻構造の解析に用いられる。微小地震活動の研究は、地震の中長期的な予測にも貢献している。
- 気象庁：震源決定やマグニチュード算出を行うために全国に高感度地震計を設置。
- 独立行政法人防災科学技術研究所：全国規模の高感度地震観測網(Hi-net)により地震計を設置。
- 国立大学法人：地域限定の微小地震観測ネットワーク

#### 広帯域地震計
測定周波数範囲が広く、大地震の検知や遠く離れた震源から伝播するゆっくりした揺れまで検知し、主に地球の深部構造である地殻の研究や震源メカニズムの解析に用いられる。この種の地震計ではSTS-1またはSTS-2地震計が主力である。温度変化や気圧変化に敏感であるため地下の横坑の奥に設置されることが多い。
- IRISという国際機関が全世界的な広帯域地震計の観測ネットワークを運用している。
- 日本では、防災科学技術研究所が F-net を運用している。

#### 強震計、震度計
固有振動数が低い錘を用い、強い揺れを記録する。
震度計は強震計の一種である。日本の地震の震度の観測と発表は、気象庁で明治17年（1884年）以来100年以上にわたってすべて職員の体感で行われていた。震度計は、気象庁が平成3年（1991年）に世界で初めて開発し、平成8年（1996年）4月から全て震度計による観測に切り替え、体感観測を廃止した。
日本では、国の機関（気象庁、防災科学技術研究所、国土交通省）や自治体、大学、民間企業（高速道路会社、鉄道事業者、NTT、ガス会社、電力会社、建設会社）が独自に地震観測を行っている。現在、これら各機関の強震計の設置台数を総合すると全国で10000台を超えるといわれている。
- 気象庁：全国約600カ所に気象庁95型震度計を設置。
- 旧自治省(現総務省)消防庁：自治体震度情報ネットワークとして、気象庁の計測震度計が設置されていない市町村に震度計を設置。
- 国土交通省：所管の河川、ダム、道路などの公共土木施設に強震計を設置。
- 横浜市：独自に横浜市内150カ所に強震計を設置。
- 防災科学技術研究所：強震観測網(K-NET , KiK-net)が全国に1735台(2012年2月現在)を設置。

震度の情報は国民生活への影響が大きいこともあり、地震波を計測する地震計（強震計）も改良が行われている。これまでは身近な構造物に被害をもたらす固有周期が0.5秒-2秒の「やや短周期」の地震波に感度のピークを設定することが多かった。しかし近年はより長大な構造物が増加し、固有周期が2秒-20秒の「やや長周期」にまで感度のピークを広げて設計している。大規模災害に繋がる断層地震ではさらに20秒-200秒の長周期が現れることが知られており、これを観測する強震計も設計されている。

### 測定原理による分類
サイズモ系・非サイズモ系に分類され、いずれも用いるセンサに機械式・電気式がある。「サイズモ」とは英語の Seismometer（地震計）、 Seismograph（地震計）、Seismogram（地震記象）などにある地震を意味する seism や地震・震動の接頭語の seism-、もしくは「地震の」を意味する連結詞の seismo- を起源とする語である。代表的なものを以下に示す：
- サイズモ系地震計
  - 機械式センサ
    - ウィーヘルト式地震計
    - 石本-萩原式加速度計
    - 機械式SMAC型強震計

  - 電気式センサ
    - 導電型
    - 圧電型
    - 帰還型（サーボ型）
      - 負帰還式（フィードバック式）
      - 力平衡式（フォースバランス式）

    - 歪み計型
    - 容量型
    - 差動トランス型
- 非サイズモ系地震計
  - 機械式センサ
    - 落球式感震器
    - 転倒棒式感震器
    - 摩擦式感震器

  - 電気式センサ
    - 光学式振動センサ
    - 過電流式センサ
    - 容量型センサ

### 測定対象による分類
地震の揺れを速度・加速度・変位の情報として記録するために加速度計(Accelerometer)・変位計・速度計の分類に分ける。原理的には、非常に長い振り子を使うと変位計に、短い振り子を使うと加速度計に、振り子の振動子を粘性流体中におくと速度計となる。
一般的に、変位を求めたい場合には加速度計の記録を2回積分するか、速度計の記録を1回積分する。変位計の記録ならば処理の必要がないが、変位計は場合によっては振り子の長さを数メートル、振動子の質量を数百キログラムにする必要があるため、その兼ね合いが難しい。
現在は揺れの大きさについて、加速度計の記録をそのまま用い、加速度の単位であるガルで表すことも多い。変位量メートルで表すこともある。

#### 海底地震計
海洋底での地震を測定する目的で開発され、設置される。海底ケーブルを使用してデータを伝送する形式や超音波でデータを水上の船舶にむけて送信する機種や半導体記録装置を備えていて浮上時に観測機材と共にデータを回収する機種がある。海底ケーブルを使用してデータを伝送する機種はリアルタイムでデータを伝送できるので通常の観測と並行して津波警報発令等の目的で使用される。

### 日本で使用されている主な地震計
すでに現役を引退したものも含む。
ミルン(Milne)式地震計
機械式地震計。1894年頃にジョン・ミルンが日本で開発。記録方式は光学式。制振器を持っていない。
大森式地震計
機械式地震計。変位計。1898年頃に大森房吉（東京大学）が開発。固有周期は10秒程度。倍率は20倍程度。記録方式は煤書式。東京に設置され、当時は日本国内および日本国外で広く使用されていた。国立科学博物館、竜天天文台、水沢VLBI観測所、気象庁松代地震観測所などに現存する。
田中館式地震計
1900年頃に田中館愛橘が開発。低倍率（等倍）。蒸気機関のジェームズ・ワットによる平行運動装置を用いた振子を水平動2成分の計測に使い、ぜんまいばねを用いた振子を上下動の計測に使う風変わりな地震計。明治後期から大正期にかけて試験的な強震計として、東京の中央気象台で使用された。
ウィーヘルト(Wiechert)式地震計
機械式地震計。変位計。1904年にエミル・ウィーヘルト（ドイツ）が開発。錘の質量が1 tの大型のものと200 kg（水平動用）、80 kg（上下動用）の小型のものがある。記録方式は煤書式。1 tの錘のものは1つだけ現存し、長年京都大学が所有していたが現在は名古屋大学にある。小型のものは中央気象台（現・気象庁）が輸入し、全国の気象台や測候所に配備した。
ガリッチン(Galitzin)式地震計
世界初の電磁式地震計。速度計。1907年にボリス・ガリツィン（ロシア）が開発。水平動用はツェルナー吊り型水平振子、上下動用はユーイング型上下振子を使用。倍率は1000倍以上。記録方式は光学式。
大森式強震計
機械式地震計。大森房吉が開発。
今村式強震計
機械式地震計。今村明恒（東京帝国大学）が開発。固有周期は10秒（水平動用）、5秒（上下動用）。倍率は低感度（2倍）。記録方式は煤書式。関東地震の東京の揺れなどを記録。
佐々式大震計
機械式地震計。変位計。1934年に佐々憲三（京都大学）により開発されたが、元来は志田順の論文を基にして設計されたものとみられている。支柱の高さは2.5メートルと大型で、記録方式は煤書式。固有周期は24秒から27秒（水平動用）の長周期で、水平2成分のみで上下動は観測出来ない。倍率は低感度（1.1倍）。1936年6月から京都大学阿武山地震観測所において1台のみが設置され観測が開始された。近地の大地震を記録するため開発された地震計で倍率が低く地震記録はめったに得られないが、1943年鳥取地震や1948年福井地震などを針が振り切れずに記録した。1997年12月末を以って観測を終了した。
石本式加速度計
機械式地震計。加速度計。1931年（水平動用）と1933年（上下動用）に石本巳四雄が開発。固有周期0.1秒の短周期地震計。
簡単微動計
気象台や測候所に配備された。
プレスユーイング式地震計
気象庁50型強震計
機械式強震計。変位計。1950年開発。51型や52型もある。固有周期は6秒（水平動用）、5秒（上下動用）。倍率は1倍。記録方式は煤書式またはペン書き式。1990年代半ばまで気象庁の地震観測の主力であった。気象庁87型強震計配備時に運用廃止になったものが多い。
気象庁59型地震計
光学電磁式地震計。1959年開発。倍率は100倍。記録方式はペン書き式または煤書式。1990年代半ばまで気象庁における地震観測の主力であった。
気象庁61型地震計
電磁式地震計。1961年開発。倍率は200倍。記録方式はペン書き式。1990年代半ばまで気象庁における遠地地震観測の主力で、一部の気象官署に装備された。
気象庁67型地震計
電磁式地震計。加速度計。1961年開発。記録方式は光学式。微少な地震の観測に使われた。1990年代半ばまで一部の気象官署に装備された。
SMAC型強震計
機械式強震計。加速度計。1953年に強震測定委員会が開発。記録方式はペン書き式。最大1 G程度まで計測可能。
DC型強震計
旧建設省が開発。
気象庁87型強震計
電磁式強震計。加速度計。測定範囲は0.1〜10 Hz。記録方式はフロッピーディスク。最大1 Gまで計測可能。気象庁95型震度計の運用開始により運用廃止。
気象庁95型震度計
加速度計。震度を計器で測定するために気象庁が開発。測定範囲はDC〜41 Hz。記録方式はICメモリーカード。最大2048 galまで計測可能。1996年より運用開始。計測震度を計算する機能がある。
K-NET95型強震計
強震計。加速度計。旧科学技術庁の開発。記録方式は内蔵メモリー。18 bit、108 dB以上の広ダイナミックレンジを持ち、最大2000 galまで計測可能。1996年10月より運用開始。全国に1000台設置。
K-NET02型強震計
力平衡式強震計。加速度計。K-NET95型強震計の次世代版。記録方式は内蔵メモリ。K-NET95型の10倍の分解能を有し、最大4000 galまで計測可能。2004年6月より運用開始。
K-NET11型強震計
K-NET02型強震計の後継機として開発。最大約7800 galまで計測可能。
KiK-net11型強震計
KiK-net02型強震計の後継機として開発。地表設置タイプでは最大約7800 galまで計測可能。
STS-1型地震計
負帰還式広帯域地震計。速度計。1982年にストレッカイセン(Streckeisen)らが開発。水平動用はガーデンゲート型水平振子、上下動用は半円形板ばねのラコステ型上下振子を使用している。固有周期は360秒、減衰定数は0.707である。
STS-2型地震計
負帰還式広帯域地震計。速度計。固有周期は120秒である。測定範囲は0.008〜10 Hz。最大0.014 m/sまで計測可能。
自己浮上式海底地震計
OBS(Ocean Bottom Seismograph)、海面から自由落下させ、水深6,000 m程度まで設置する事が出来る。

## 設置環境による影響
地震計の設置環境によっては、本来の地盤の応答を正確に記録できないことがある。日本国内で発生した地震においても、震度計が周辺のものに比べて際立って高い結果を出すことがある。その理由として、地震計の設置された地盤や路盤によるもの（崖の周辺や泥地への設置など）と、地震計そのものの設置状況によるもの（地震計と土台の間に隙間があいている、地震計が傾いているなど）がある。
- 1995年1月17日 - 兵庫県南部地震 : 兵庫県神戸市などで最大震度7を観測。大阪府大阪市中央区にある震度計が震度4を示したが、震源から遠い京都府京都市の震度計が震度5を示した。それは気象庁が設置した震度計が地盤が強固な上町台地にあり、実際よりも震度が低く出た。日本道路公団が阪神高速11号池田線に設置した震度計は、震度7を示した。
- 2008年5月8日 - 茨城県沖を震源とする地震 : 茨城県水戸市と栃木県茂木町で最大震度5弱を観測。茂木町の震度計では、1キロ程度離れた位置のものが震度3を示したことや、周辺住民から体感震度と違うなどといった声があり調査。結果、斜面の近くに設置されていたことから1〜2段階高い震度を表示することがわかった。2009年に別の場所へ移設。
- 2008年6月14日 - 岩手・宮城内陸地震 : 高感度地震観測網一関西観測点（岩手県一関市）では、最大加速度4022ガルを観測したが、観測施設の設計上の問題によりロッキング振動が生じ、自由地盤（地表そのまま）の加速度を記録していなかった[20]。2013年現在、観測施設は休止中。
- 2008年7月24日 - 岩手県沿岸北部地震 : 岩手県洋野町で最大震度6強を観測。その後、数百メートル離れた位置に仮設震度計を設置したところ、既設のものが1段階程度高い観測をすることが判明。確認後に震度観測をやめたほか、気象庁での使用を中止した。
- 2011年3月11日の東日本大震災の余震では、茨城県鉾田市にある震度計1箇所が盛り土の上に設置されており、近隣の震度計よりも高い結果が出ることが多かった。4月21日にこの震度計の使用は中止された。